# Gargas (Haute-Garonne)
Gargas (okzitanisch Gargàs) ist eine französische Gemeinde im Département Haute-Garonne in der Region Okzitanien. Sie gehört zum Arrondissement Toulouse und zum Kanton Villemur-sur-Tarn. Die 758 Einwohner (Stand: 1. Januar 2022) werden Gargasiens genannt.

## Geographie
Gargas liegt etwa 15 Kilometer nördlich von Toulouse am Girou, der die südliche Gemeindegrenze bildet. Umgeben wird Gargas von den Nachbargemeinden Vacquiers im Norden und Nordosten, Villariès im Osten, Labastide-Saint-Sernin im Süden, Cépet im Südwesten und Westen sowie Villeneuve-lès-Bouloc im Nordwesten.

## Bevölkerungsentwicklung
| Jahr                       | 1962 | 1968 | 1975 | 1982 | 1990 | 1999 | 2006 | 2012 | 2020 |
| Einwohner                  | 198  | 172  | 262  | 316  | 425  | 520  | 590  | 668  | 703  |
| Quellen: Cassini und INSEE |      |      |      |      |      |      |      |      |      |

## Sehenswürdigkeiten

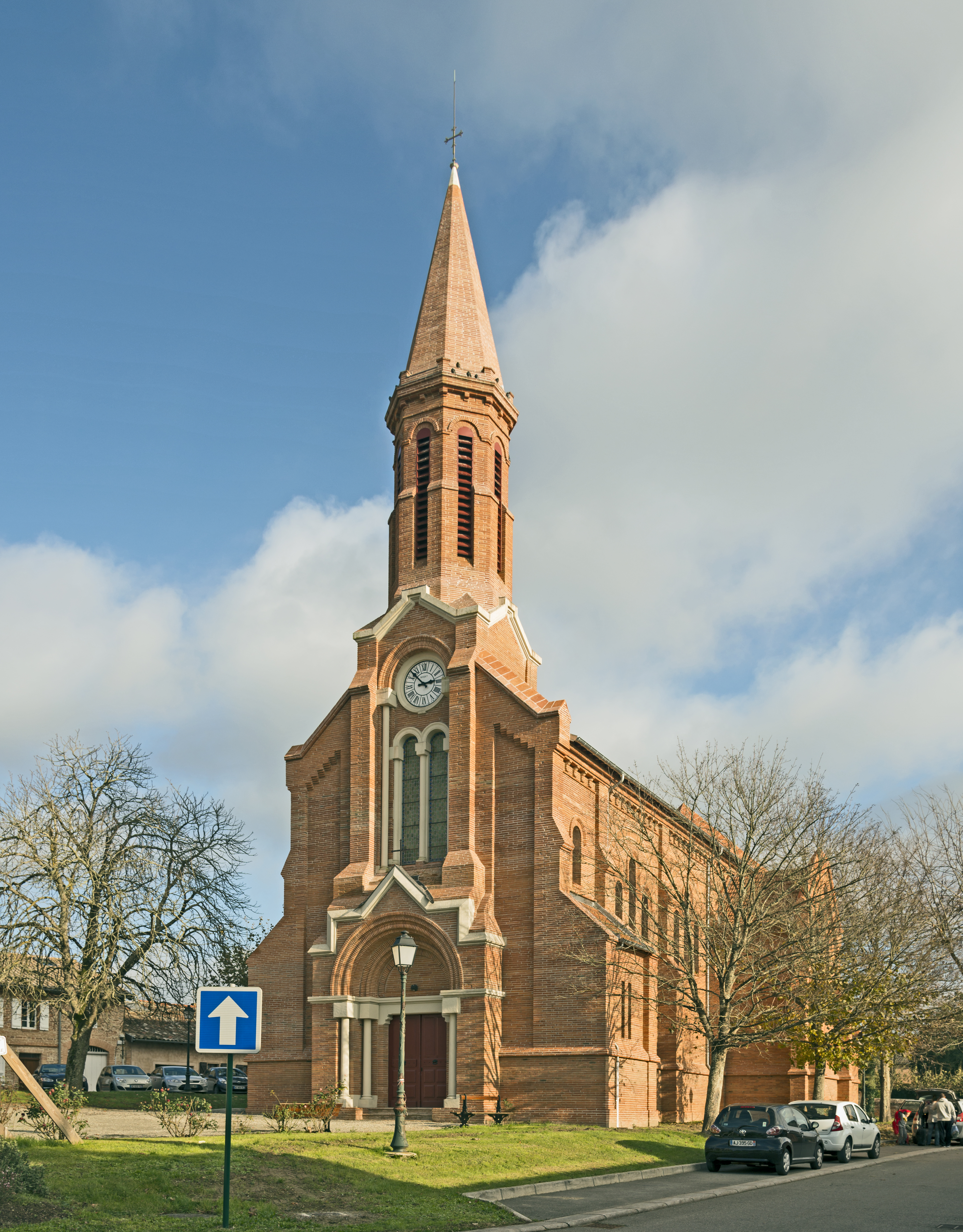
Kirche Saint-Pierre

- Kirche Saint-Pierre